# Периферија Западна Македонија
Периферија Западна Македонија (грч.  / Peripheria Ditikis Makedonias") је једна од 13 периферија у Грчкој. Смештена је на северу земље и обухвата западни део Македоније. Управно седиште периферије и њен највећи град су Кожани.

## Положај и управна подела периферије
Положај: Периферија Западна Македонија граничи се са:
- север: Северна Македонија,
- исток: периферија Средишња Македонија,
- југ: периферија Тесалија,
- југозапад: периферија Епир,
- запад: Албанија.

Западна Македонија је једина унутаркопнена периферија Грчке.
Подела: Периферија је подијељена на 4 округа:
1. Гребен,
2. Костур,
3. Кожани,
4. Лерин.

Даља подела на општине изгледа према таблици:

## Географија
Западна Македонија је махом планинска област (82% површине), која покрива површину 9.451 km² на северу Грчке. Са запада Западна Македонија је заштићена горостасним планинским венцем Пинда, са истока планином Каракамен, а на југу се издиже високи Олимп. У средишњем делу се налази висораван (500-800 м н.в.), „жила куцавица“ покрајине. У северном делу постоји и неколико природних језера, од којих је најпознатије Преспанско, на државној тромеђи са Северном Македонијом и Албанијом.
Клима у Епиру је углавном континентална због знатне надморске висине и удаљености од мора. На планинама она је још оштрија, планинска клима. У складу са и биљни и животињски свет је са средњоевропским одликама. Значајна део покрајине је под шумама, што је значајно за шумама сиромашну Грчку.

## Становништво
У периферији Западна Македонија живи око 255.000 становника (попис 2021. године). Густина насељености је мала (око 30 ст./km², најмање међу грчким префектурама), а последњих година број становника благо опада. Средишњи, нижи делови су много боље насељени од планинских по ободу, који су готово пусти (< 10 ст./km²)
Највећи број становника чине етнички Грци, али има и Аромуна на Пиндима и Словена на северу. Последњих деценија значајан део мањина је погрчен.

## Привреда
Са економског становишта Западна Македонија је сиромашна област, са слабом индустријом (индустрија коже). Због оскудних природних услова, земљорадња је отежана. Једина погодност је богатство угљом, па је код града Птолемеде развијено рударство.